# Cetopsidium
Cetopsidium is een geslacht van straalvinnige vissen uit de familie van de walvismeervallen (Cetopsidae).

## Soorten
- Cetopsidium ferreirai Vari, Ferraris & de Pinna, 2005
- Cetopsidium minutum (Eigenmann, 1912)
- Cetopsidium morenoi (Fernández-Yépez, 1972)
- Cetopsidium orientale (Vari, Ferraris & Keith, 2003)
- Cetopsidium pemon Vari, Ferraris & de Pinna, 2005
- Cetopsidium roae Vari, Ferraris & de Pinna, 2005
- Cetopsidium soniae Vari & Ferraris, 2009